# Anselm Franz von Thurn und Taxis

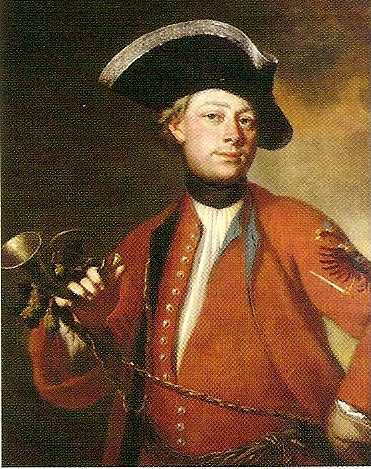
Porträt des Anselm Franz von Thurn und Taxis auf einem Ölgemälde von Peter Johann Brandl. Derzeitiger Standort Sammlung Thurn und Taxis im Marstallgebäude, fürstliches Schloss St. Emmeram, fürstliche Schatzkammer Regensburg

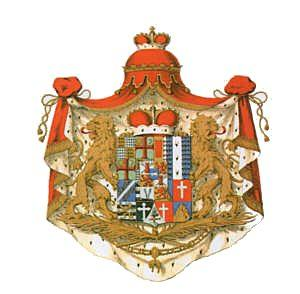
Wappen des Fürstenhauses von Thurn und Taxis

Anselm Franz von Thurn und Taxis (getauft 30. Januar 1681 in Brüssel; † 8. November 1739 ebenda) war der zweite Fürst von Thurn und Taxis. In der Zeit von 1714 bis 1739 war er als Generalerbpostmeister Leiter der Kaiserlichen Reichspost.

## Leben
Anselm Franz von Thurn und Taxis war der Sohn von Eugen Alexander von Thurn und Taxis und der Anna Adelheid von Fürstenberg-Heiligenberg. Sein genaues Geburtsdatum ist nicht bekannt. Nur seine Taufe am 30. Januar 1681 in der Brüsseler Kirche Notre Dame du Sablon ist urkundlich belegt. 
Anselm Franz von Thurn und Taxis vermählte sich im Jahr 1703 mit Prinzessin Maria Ludovika Anna von Lobkowicz, Herzogin zu Sagan (* 20. Oktober 1683 in Baden bei Wien; † 20. Januar 1750 in Regensburg), die als eine der schönsten Frauen ihrer Zeit galt. Nachdem unter seinem Vater zu Beginn des Spanischen Erbfolgekrieges die Hauptverwaltung der Kaiserlichen Reichspost von Brüssel nach Frankfurt am Main verlagert worden war, wurde Anselm Franz 1715 nach dem Tod des Vaters von Karl VI. mit dem Reichspostgeneralat belehnt. Er konnte zwar an den vormaligen Hauptsitz der Familie nach Brüssel zurückkehren, jedoch hatte Brüssel keine zentrale Bedeutung mehr für die Kaiserliche Reichspost, so dass Anselm Franz sich 1724 erneut nach Frankfurt am Main wandte. Dort erwarb er umgehend ein Grundstück, auf dem er später das Palais Thurn und Taxis im Barockstil erbauen ließ, jedoch zog sich seine Niederlassung in Frankfurt über mehrere Jahre hin, da zunächst Einwände seitens des Rats der Stadt bestanden und außerdem der Bau seines Palais mehrere Jahre dauerte. Im Jahre 1725 konnte er das Postwesen der Österreichischen Niederlande als Habsburger Lehen pachten. Ab 1737 lebte er zeitweilig in dem noch nicht fertiggestellten Frankfurter Palais, kehrte dann jedoch 1739 wieder nach Brüssel zurück, wo er überraschend verstarb.

## Nachfahren
- Alexander Ferdinand, Generalerbpostmeister und Fürst von Thurn und Taxis (1704–1773)
- Maria Philippine Eleonore von Thurn und Taxis (1705–1706)
- Maria Augusta von Thurn und Taxis (1706–1756)
- Christian Adam Egon, Fürst von Thurn und Taxis (1710–1745)